# Pagani
Pagani é uma comuna italiana da região da Campania, província de Salerno, com cerca de 32.272 habitantes. Estende-se por uma área de 12 km², tendo uma densidade populacional de 2689 hab/km². Faz fronteira com Nocera Inferiore, San Marzano sul Sarno, San Valentino Torio, Sant'Egidio del Monte Albino, Tramonti. Morreu em Pagani, em 1 de agosto de 1787, Santo Afonso Maria de Ligórnio. Santo Afonso, que nasceu em Nápolis em 27 de setembro de 1696, é considerado um dos grandes mestres da vida espiritual que o mundo conheceu, deixando mais de 100 obras sobre espiritualidade e teologia. 
| Variação demográfica do município entre 1861 e 2011                               |
|                                                                                   |
| Fonte: Istituto Nazionale di Statistica (ISTAT) - Elaboração gráfica da Wikipedia |